# Ewelme
Ewelme is een civil parish in het bestuurlijke gebied South Oxfordshire, in het Engelse graafschap Oxfordshire met 1048 inwoners.